# Anyphops amatolae
Espèce
Synonymes
- Selenops amatolae Lawrence, 1940

Anyphops amatolae est une espèce d'araignées aranéomorphes de la famille des Selenopidae.

## Distribution
Cette espèce est endémique du Cap-Oriental en Afrique du Sud,. Elle se rencontre vers Hogsback.

## Description
La femelle holotype mesure 15,3 mm.
Le mâle décrit par Corronca en 2000 mesure 9,90 mm .

## Étymologie
Son nom d'espèce lui a été donné en référence au lieu de sa découverte, les monts Amatola.

## Publication originale
- Lawrence, 1940 :  The genus Selenops (Araneae) in South Africa. Annals of the South African Museum, vol. 32, p. 555-608 (texte intégral).